# 卡利塔
50°45′1″N 31°1′35″E / 50.75028°N 31.02639°E
卡利塔（烏克蘭語：Калита）是位於烏克蘭北部的市級鎮，由基辅州布羅瓦里區的卡利塔市鎮負責管轄，並為該市鎮的行政中心。該鎮距離首都基輔44公里，始建於1600年，面積3.86平方公里，2012年人口4,793，人口密度每平方公里1,240.7人。